# Czesław Król

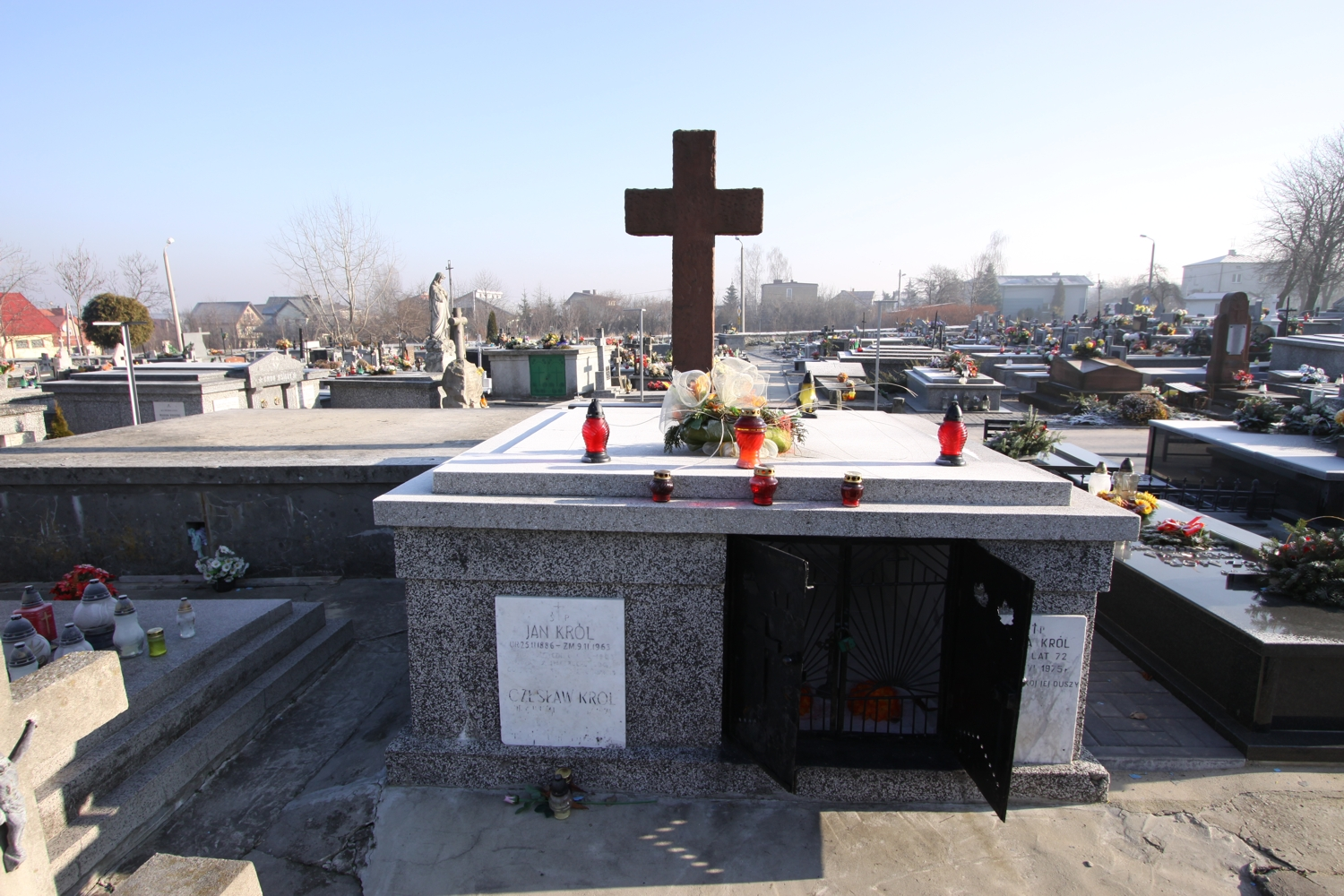
Grób Czesława Króla we wspólnym grobowcu rodzinnym na cmentarzu w Busku-Zdroju

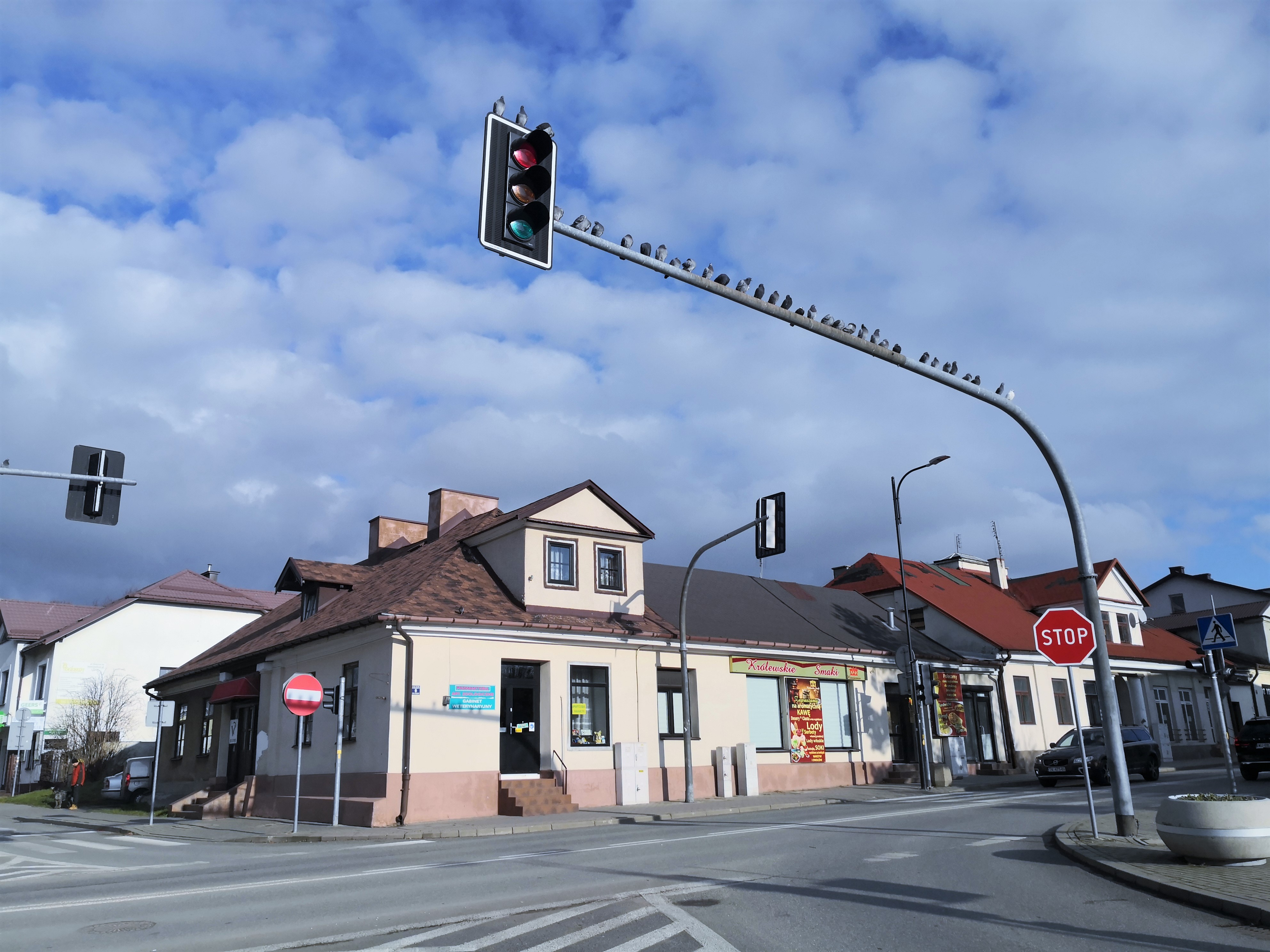
Dom Rodziny Królów w Busku-Zdroju; w jego oficynie przez lata mieściła się piekarnia, w której Czesław Król wypiekał chleb i rzeźbił.

Czesław Król (ur. 6 lutego 1931, zm. 9 września 1971 w Busku-Zdroju) – syn Jana Króla, artysta rzeźbiarz, samouk, z zawodu piekarz, pierwowzór bohatera „Ballady o Cześku Piekarzu” Wojciecha Belona.
Z zamiłowania rzeźbiarz, „dusza artysty”, po zdanej z kłopotami maturze startował na Akademię Sztuk Pięknych. Nie został przyjęty. Pewnie zaszkodziło mu w tym pochodzenie – jego ojciec, Jan Król, był przed II wojną światową działaczem PPS, w latach 1928–1930 posłem na Sejm RP. W tej sytuacji Czesław podjął pracę w piekarni ojca, mieszczącej się w Busku-Zdroju, na zapleczu rodzinnego domu przy ul. Bohaterów Warszawy 6. Nocami wypiekał pieczywo, w dzień odsypiał, a w wolnych chwilach rzeźbił. Spod jego dłuta wyszły liczne płaskorzeźby, portrety, prace o tematyce sakralnej. W latach 60., pewnie za sprawą podobieństwa charakterów, zaprzyjaźnił się z nim buski licealista Wojciech Belon, ponidziański bard. Często przychodził do piekarni Króla i spędzał tam wiele czasu.
9 września 1971 z niewyjaśnionych przyczyn Czesław Król popełnił samobójstwo, powiesił się w domu na wojskowym pasie – jak opisuje to Belon w „Balladzie o Cześku piekarzu”. Jego śmierć odbiła się głośnym echem w mieście.
„Ballada o Cześku piekarzu” śpiewana przez zespół Wolna Grupa Bukowina należy do kanonu piosenki turystycznej.